# Ida von Medem
Ida von Medem (Baronin) (* 12. März 1836 in Sporgeln (polnisch Spurgle); † 21. März 1922 in Dessau) war eine deutsche Schriftstellerin, die auch unter dem Pseudonym Joachim von Dürow publizierte.

## Leben
Ihr Vater, Alexander von Kurowsky, war Rittergutsbesitzer in Ostpreußen. Sie verlebte ihre Jugend auf dem elterlichen Gut und verheiratete sich mit dem preußischen Hauptmann Otto von Medem, mit dem sie in verschiedenen Garnisonsstädten lebte. Ihr Mann starb im Deutsch-Französischen Krieg. Erst im Alter von 50 Jahren begann Ida von Medem schriftstellerisch zu arbeiten und zu publizieren. Sie lebte zeitweise in Frankfurt an der Oder und zog 1899 nach Plauen.

## Werke
- Juchhe und Oweh. Zwei Geschichten aus dem Leben. 1889. Neue Ausg. Unter dem Titel Irrlicht und Herdfeuer. 1892.[1]
- Auf Befehl seiner Hoheit! Roman. Reissner, Leipzig 1890.
- Strahlendorf und Reetzow. Eine Geschichte durch zwei Generationen. 2 Bände. Reißner, Leipzig 1891.
- Monsieur Lacoste. Pariser Roman. Dresden/Leipzig 1901.
- Graf Ede und anderes. Novellen und Skizzen. 1894.[2]
- Die Herrin von Rotenstein. Velhagen & Klasing, Bielefeld 1894.
- Im Schatten des Hospitals. Reißner, Dresden 1896.
- Hagestolze. Novellen. Schumann, Leipzig 1896.
- Ahn und Enkel. Roman aus den sechziger Jahren. Reißner, Dresden 1896.
- Fern von Madrid. Roman. Reißner, Dresden 1897.
- Der Traum des Herrn Patrock. 1898.[3]
- Aus hartem Holz. Roman. 1903.[4]
- Auf dem Knüppeldamm. Roman. Dresden 1900.
- Zwei arme Junker. Roman. Reclam, Leipzig 1904. (Reclams UB 4498).
- Und es entgeht ihr keiner. Roman. 1909.[5]
- Die Glückskatze Humoristische Erzählung. Hesse & Becker, Leipzig 1910.
- Arme Reisende und andere Novellen. Reclam, Leipzig 1911.(Reclams UB 5365).
- Die Gruft zu Robenhausen. Erzählung. Goldschmidt, Berlin 1912.
- Die Haynaus und ihr Mädchen. Roman. Goldschmidt, Berlin 1913.